# Walter Niemann
Walter Rudolph Niemann, född 10 oktober 1876, död 17 juni 1953, var en tysk musikskriftställare och kompositör.
Niemann var elev till Engelbert Humperdinck och vid konservatoriet i Leipzig. Han skrev Das Klavierbuch (1907, 12:e upplagan 1925), Die Musik der Gegenwart (1913, 20:e upplagan 1927), Die nordische Klaviermusik (1918), Die Virginalmusik (1919) samt arbeten om Grieg, Sibelius och Brahms.